# Oscar Chisini
Oscar Chisini   (Bèrgam, 14 de març de 1889 - Milà, 10 d'abril de 1967) va ser un matemàtic italià.

## Vida i Obra
Fill d'una família noble veneciana, el pare era advocat i militar destinat a diferents ciutats. Chisini va fer els estudis universitaris a la universitat de Bolonya, en la qual es va graduar el 1912 sota la direcció de Federigo Enriques, del qual es va convertir immediatament en assistent. Durant la Primera Guerra Mundial va ser oficial d'artilleria, fent algunes aportacions com la construcció d'un telèmetre logarítmic o determinant l'altitud d'una aeronau en vol mitjançant una projecció bicentral.
En aquests anys comença la publicació de la seva principal obra, escrita conjuntament amb Enriques: Lezioni sulla teoria geometrica delle equazioni e delle funzioni algebriche, publicada en quatre volums els anys 1915, 1918, 1924 i 1934.
Acabada la guerra va obtenir la llicència docent el 1918 i el 1923 va obtenir la càtedra de geometría de la universitat de Càller en la que només va estar dos cursos, ja que el 1925 va passar a la universitat de Milà on va restar fins a la seva jubilació el 1959, ocupant-se també de la càtedra de geometria analítica i projectiva del Politècnic de Milà.
La obra de Chisini està profundament influenciada per la seva col·laboració amb Enriques. El tractat esmentat (més de 2600 pàgines en total) és una exposició dels fonaments de la geometria algebraica, amb molts exemples i freqüents notes històriques i presentada des de diferents punts de vista: el sintètic-projectiu, l'analític-diferencial i el topològic-transcendent. A part d'aquesta obra de recerca sistemàtica, també es va endinsar en alguns problemes concrets d'altres àmbits, entre els quals destaca la definició rigorosa de mitjana (1929), avui amplament utilitzada, i coneguda com a Mitjana de Chisini.